# Pogórze Wielickie
Pogórze Wielickie (513.33) – mezoregion fizycznogeograficzny, obejmujący fragment przedpola Beskidów, położony pomiędzy dolinami Wieprzówki i Raby.

## Granice
Według naukowej regionalizacji Polski opracowanej przez Jerzego Kondrackiego Pogórze Wielickie graniczy:
- na zachodzie (na niewielkim odcinku na północny wschód od Andrychowa) z Pogórzem Śląskim,
- na północnym zachodzie z Kotliną Oświęcimską. Granicę tworzy dolina Wieprzówki
- na północy z Bramą Krakowską,
- na południowym wschodzie z Pogórzem Wiśnickim (wzdłuż Raby),
- na południu z Beskidem Makowskim (od Raby po Skawę i potok Stryszówka) i Beskidem Małym (od Skawy po Wieprzówkę).

Południowa granica przebiega od Myślenic po północnej stronie Pasma Babicy oraz północnej stronie Jaroszowickiej Góry. W skład Pogórza Wielickiego wchodzi więc Pasmo Barnasiówki i Pasmo Bukowca. Przy tak wyznaczonych granicach Pogórze Wielickie ma długość około 50–55 km (w linii prostej), szerokość około 10–15 km, a powierzchnię około 600 km². Fragment południowo-wschodniej części pogórza wchodzi w skład Obszaru Chronionego Krajobrazu Pogórza Wiśnickiego.